# Steinar
Steinar ist sowohl ein männlicher Vorname als auch Familienname.

## Herkunft
Der Name leitet sich vom nordischen Stein und Ar ab. Das Wort Stein hat dieselbe Bedeutung wie in der deutschen Sprache, das Ar steht für Adler, also Steinadler.

## Vorname
- Steinar Amundsen (1945–2022), norwegischer Kanute
- Steinar Bråten (* 1962), norwegischer Skispringer
- Steinar Ege (* 1972), norwegischer Handballtorwart
- Steinar Grettisson (* 1988), isländischer Eishockeyspieler
- Steinar Hoen (* 1971), norwegischer Leichtathlet
- Steinar Johnsen, norwegischer Keyboarder und Komponist
- Steinar Klausen (* 1982), norwegischer Badmintonspieler
- Steinar Ofsdal (* 1948), norwegischer Flötist und Komponist
- Steinar Opstad (* 1971), norwegischer Dichter
- Steinar Pedersen (* 1976), norwegischer Fußballspieler
- Steinar Reiten (* 1963), norwegischer Politiker
- Steinar Sørlle (1942–2022), norwegischer Kinder- und Jugendbuchautor

## Familienname
- Theodor Steinar (1847–1919), deutscher Schauspieler